# ミュージック・ジャパンTV
ミュージック・ジャパンTV（ミュージック ジャパン ティーヴィー）は、株式会社アトス・インターナショナルが運営している音楽専門チャンネル。通称MJTV。
スカパー!（2025年7月1日 - ）、スカパー!プレミアムサービス、一部のケーブルテレビ局を通じて配信される。
「メジャーからインディーズまで邦楽に100%こだわった邦楽専門チャンネル」と銘打っていたが、2012年4月現在は韓国のアーティスト特集も放送している。2013年3月までは株式会社デジタルプラネット衛星放送（略称DPTV）が運営していたが、音楽専門チャンネルでは、唯一大阪（南港・大阪府咲洲庁舎〈旧：WTCコスモタワー〉20F）を拠点としていた。

## 沿革
- 1996年10月 - パーフェクTV! （現：スカパー!プレミアムサービス）にて「Sound Witch TV」のテスト放送を開始。
- 1997年1月 - パーフェクTV!にて本放送を開始。
- 1998年4月 - ディレクTVにて「Music Japan TV」放送開始（2000年9月放送終了）。
- 1998年10月 - スカパー!のチャンネル名を「Music Japan TV」に変更。
- 2002年4月 - プラット・ワン（後のスカイパーフェクTV!110、現：スカパー!（東経110度CS放送））にて「Music Japan TV plus」（MJTV+）放送開始（委託放送事業者（現：衛星基幹放送事業者）は日本テレビ系列のシーエス日本 → CS日本）。
- 2003年4月 - 衛星テレビ広告協議会（CAB-J）に正式加盟。
- 2005年7月 - The MUSIC 272の閉局に伴い、一部の番組がmusic272アワーとして放送開始。
- 2006年2月 - スカイパーフェクTV!110のチャンネル名を「Music Japan TV」に変更。
- 2007年4月 - モバHO!にて「Music Japan TV」放送開始（月曜 - 金曜のみ、2009年3月放送終了）。
- 2009年10月 - スカパー!HD、ひかりTVにてハイビジョン放送（チャンネル名は「Music Japan TV HD」）開始[1][2]。
- 2012年3月31日 - スカパー!e2[注 1]での放送を一旦終了（なお、ひかりTVでの放送を終了）。
- 2013年
  - 4月1日 - 当チャンネルの運営をデジタルプラネット衛星放送からアトス・インターナショナルへ移管[3]。
  - 6月30日 - スカパー!プレミアムサービス光にて標準画質放送が終了し、ハイビジョン放送に完全移行した。
- 2014年5月31日 - スカパー!プレミアムサービスにて標準画質放送を終了し、ハイビジョン放送に完全移行した。
- 2015年5月1日 - チャンネル名を「Music Japan TV」から「ミュージック・ジャパンTV」に変更。
- 2016年12月1日 - スカパー!プレミアムサービスの衛星一般放送事業者が、スカパー・ブロードキャスティングからスカパー・エンターテイメントに変更。
- 2025年7月1日 - スカパー!にて放送を再開した（Ch.CS321、画角情報は16:9SD（標準画質）放送となる。衛星基幹放送事業者はCS日本が担当）[4]。

### デジタルプラネット衛星放送が運営していたチャンネル
- スカパー! Ch.282 （現：EXスポーツ）
  - 1997年8月 - 「Food Network」放送開始。
  - 1998年9月 - 「FOOD TV」にチャンネル名変更。
  - 2000年5月 - 「food & fashion TV」にチャンネル名変更。
  - 2002年4月 - 「エンジョイTV」にチャンネル名変更。
  - 2004年4月 - エキスプレスに承継。
    - エキスプレス承継後の2004年10月、チャンネル名を現在の「EXスポーツ」に変更。
- スカパー! Ch.503（ラジオ放送）
  - 1996年10月 - 「Sound Witch Radio」放送開始。
  - 1998年10月 - 「Music Japan Radio」にチャンネル名変更。
  - 2000年10月 - 「Radio Indies」にチャンネル名変更。
  - 2001年10月 - 放送終了。

## 代表的な番組

### 現在
- Velvet Music（ビジュアル系中心）
- New Order
- 最新!ミュージック・ジャパンTV カウントダウン
- ゴジや!まいどおおきにリクエスト ミュージック・ジャパンTV
- ラブラブK-POP
- アニメ大好き!濃厚アニソンカウントダウン
- アイドル大好き!ギュギュッと アイドル☆最強ランキング
- M+
- 3 lights
- シンチャク
- Mコレ
- 踊歌天国（MCのルーシー・ケント）

### 過去
- 生リク510
- 闘え!mjtvチャンネルアーティスト
- なんちゃってホストクラブ（生放送、マネージャー：遠藤淳、ホスト：仙石幸一・中岡優介・北原昌平・酒井啓輔）
- 生リクタイム! （生放送、VJ 月曜奇数週：千石幸一・偶数週：アズマッチ、火曜奇数週：中庭浩史・偶数週：さぁさ・音楽占い：檜垣信子、水曜第1週と第3週：大垣知哉・第2週：北原昌平・第4週：酒井啓輔、木曜は視聴者からの動画メールによるリクエスト）
- BREAK TV
- CD INDEX
- トム様KINGS （ナビゲーター：ブラザートム、小澤栄里）
- ミュージックアイドルバトル（司会：矢部美穂）
- music japan リクエスト（生放送）
- music japan リクエスト J:COMスペシャル（生放送、本放送は「J:COMチャンネル」でもサイマル放送）
- Shohjo隊 あいどる☆一番星（酒井瞳（アイドリング!!!）、Shohjo隊）
- アイ活!!（遠藤舞）
- 週刊!加藤和樹
- SHU-I インソクのキラキラ遺産
- MJインタビュー
- アニメ&特撮大好き!O・BA・MA
- お願い!フォルテッシモ☆（女性アイドル中心）
- Street Theater（韓国アーティスト情報）
- 大人時間
- Music Japan TV COUNTDOWN
- MUSIC BOX

#### music272アワー
ビーインググループが制作する音楽番組のゾーン。
- A★RINAショー（VJ：愛内里菜）
- ENTERTAINMENT NEWS （略称：エンタメ）
- SATURDAY LIVE at hills パン工場
- 90's COUNTDOWN
- MU-GEN
- MEGA HITS REQUEST（VJ：吉四六）
- ARTIST REQUEST
- MUSIC FOCUS
- MUSIC LAUNCHER